# Nazgul (nome)
Nazgul è un nome proprio di persona femminile diffuso in Kazakistan, Kirghizistan e Afghanistan; in alfabeto cirillico è scritto Назгүл.

## Varianti in altre lingue
- Turco: Nazgül

## Origine e diffusione
È un nome di origine persiana, il cui significato viene interpretato come "fiore delicato", "fiore carino", "fiore timido" o "raggio di fiori"; la parte che significa "fiore" è la seconda metà, -gul, risalente alla radice persiana گل (gol, "fiore", "rosa") da cui derivano anche i nomi Golnar e Nurgül.